# Charles Moore (atleta)
Charles Hewes Moore Jr. (Coatesville, 12 agosto 1929 – Los Angeles, 7 ottobre 2020) è stato un ostacolista e velocista statunitense, campione olimpico dei 400 metri ostacoli ai Giochi di Helsinki 1952.

## Palmarès
| Anno | Manifestazione  | Sede     | Evento    | Risultato | Prestazione | Note            |
| ---- | --------------- | -------- | --------- | --------- | ----------- | --------------- |
| 1952 | Giochi olimpici | Helsinki | 400 m hs  | Oro       | 50"8        | Record olimpico |
| 1952 | Giochi olimpici | Helsinki | 4 × 400 m | Argento   | 3'04"0      |                 |